# Municipio de Adams (condado de Defiance)
El municipio de Adams (en inglés: Adams Township) es un municipio ubicado en el condado de Defiance en el estado estadounidense de Ohio. En el año 2010 tenía una población de 947 habitantes y una densidad poblacional de 10,27 personas por km².

## Geografía
El municipio de Adams se encuentra ubicado en las coordenadas 41°23′3″N 84°17′5″O / 41.38417, -84.28472. Según la Oficina del Censo de los Estados Unidos, el municipio tiene una superficie total de 92.18 km², de la cual 92,18 km² corresponden a tierra firme y (0 %) 0 km² es agua.

## Demografía
Según el censo de 2010, había 947 personas residiendo en el municipio de Adams. La densidad de población era de 10,27 hab./km². De los 947 habitantes, el municipio de Adams estaba compuesto por el 99,16 % blancos, el 0,11 % eran asiáticos, el 0,42 % eran de otras razas y el 0,32 % eran de una mezcla de razas. Del total de la población el 2,32 % eran hispanos o latinos de cualquier raza.